# David Garnett
David Garnett (Brighton, 9 marzo 1892 – Montcuq, 17 febbraio 1981) è stato uno scrittore e editore britannico.

## Biografia
Da bambino aveva un mantello fatto di pelle di coniglio e quindi aveva ricevuto il soprannome Bunny (appunto Coniglio) con il quale era conosciuto da amici e intimi e lo sarà per tutta la sua vita.
Garnett è nato a Brighton come unico figlio di Edward Garnett (1868-1937) e della traduttrice  di lingua russa Constance Garnett (nata Black, 1862-1946).
Studiò botanica all'università. Come obiettore di coscienza nella prima guerra mondiale ha lavorato in una azienda agricola di frutta nel Suffolk e nel Sussex con Duncan Grant (d'altra parte partecipò alla seconda guerra mondiale come aviatore e propagandista).
Un eminente membro del Bloomsbury Group (dal 1914), ha ricevuto moltissimi riconoscimenti letterari (tra cui il James Tait Black Memorial Prize nel 1922) per il suo romanzo Lady into Fox. Egli aveva una libreria a Soho, vicino al British Museum e inoltre fondò un'importante casa editrice, la Nonesuch Press (con il socio Francis Meynell). Scrisse il libro Aspects of Love nel 1955 sul quale più tardi Andrew Lloyd Webber basò un musical omonimo (trasmesso in TV nel 1993 e diventato film, per la regia di Gale Edwards, nel 2005)
La sua prima moglie fu l'illustratrice Rachel "Ray" Marshall (1891-1940), sorella di Frances Partridge (il membro più longevo del Bloomsbury Group, morta a 103 anni nel 2004). La coppia ebbe due figli, ma lei morì relativamente giovane di carcinoma mammario. Anche se Garnett è stato principalmente eterosessuale ebbe rapporti con Francis Birrell e Duncan Grant che aveva a sua volta una relazione con Vanessa Bell (sorella di Virginia Woolf e moglie di Clive Bell). Per un periodo i tre vissero insieme e Garnett era presente alla nascita della figlia di Grant, Angelica Garnett (nata Bell, poiché pur essendo figlia di Grant, il marito della madre la riconobbe), il 25 dicembre 1918. Quando Angelica ebbe vent'anni la sposò (in data 8 maggio 1942), per l'orrore dei suoi genitori (come racconta la stessa Angelica in Deceived with Kindness. A Bloomsbury Childhood, 1985). Ebbero quattro figlie (Amaryllis Virginia, Henrietta, e le gemelle Nerissa "Nel" e Frances "Fanny"), tuttavia successivamente si separarono. Dopo la sua separazione da Angelica, Garnett si trasferì in Francia e visse a Chateau de Charry, Montcuq (vicino a Cahors), dove morì nel 1981.

## Opere

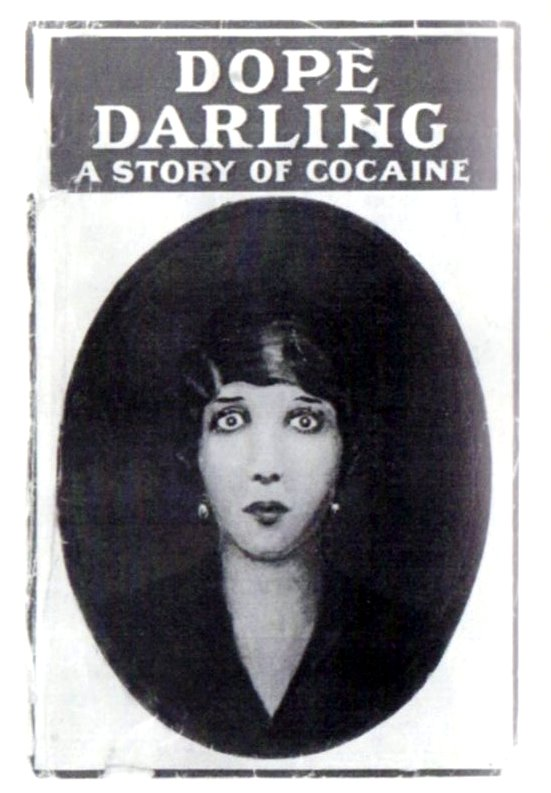
Copertina di Dope Darling. A Story of Cocaine

- Turgenev (1917), su Ivan Sergeevič Turgenev
- Dope Darling. A Story of Cocaine (1919), romanzo pubblicato con lo pseudonimo Leda Burke
- Lady into Fox (1922) 
  - La signora trasformata in volpe, trad. di Giusto Vittorini, Milano, Mondadori ("Medusa" n. 363), 1956; Torino, Einaudi ("Nuovi coralli" n. 51), 1973; Genova, Il melangolo ("Nugae" n. 77), 1995
  - La signora trasformata in volpe, trad. Silvia Pareschi, Collana Fabula n.356, Milano, Adelphi, 2020
- A Man in the Zoo (1924)
  - Un uomo allo zoo, trad. di Giusto Vittorini, Milano, Mondadori ("Medusa" n. 363), 1956; ivi ("Oscar" n. 470), 1981
  - Un uomo allo zoo, trad. di Gaspare Bona, Milano, Adelphi ("PBA" n. 308), 1993
- The Sailor's Return (1925)
  - Il ritorno del marinaio, trad. di Giusto Vittorini, Milano, Mondadori ("Medusa" n. 363), 1956
  - Il ritorno del marinaio, trad. di Giulia Arborio Mella, Milano, Adelphi, 1984
- Go She Must! (1927), romanzo
- The Old Dove Cote (1928), raccolta di racconti
- A Voyage to the Island of the Articoles (1928), traduzione dal francese di André Maurois (pseudonimo di Émile Herzog)
- Never Be a Bookseller (1929), memorie
- No Love (1929)
  - Niente amore,  trad. Salvatore Rosati, Milano, Mondadori ("Medusa" n. 28), 1934; ivi ("Libri del pavone" n. 26), 1954
- The Grasshoppers Come (1931), raccolta di racconti
- A Terrible Day (1932)
- A Rabbit in the Air (1932), memorie
- Pocahontas, or The Nonparell of Virginia (1933)
  - La bella selvaggia della Virginia, trad. Salvatore Rosati, Milano, Mondadori ("Medusa" n. 80), 1937; ivi ("Libri del pavone" n. 89-90), 1956; col titolo Pocahontas, ivi, 1995
- Letters from John Galsworthy 1900-1932 (1934), a cura di
- Beany-Eye (1935), romanzo
- The Letters of T.E. Lawrence (1938), a cura di
- The Battle of Britain (1941)
- War in the Air (1941)
- The Campaign in Greece and Crete (1942)
- Fourteen Stories of Henry James (1946), a cura di
- The Novels of Thomas Love Peacock (1948), a cura di
- The Golden Echo (1953) (autobiografia, vol. 1)
- The Flowers of the Forest (1955) (autobiografia, vol. 2)
- Aspects of Love (1955) 
  - Aspetti dell'amore, trad. di Adriana Motti, Milano, Adelphi ("Fabula" n. 47), 1991; ivi ("gli Adelphi" n. 168), 2000
- The Essential T.E. Lawrence (1956), a cura di
- A Shot in the Dark (1958), romanzo
- A Net for Venus (1959)
- The Familiar Faces  (1962) (autobiografia, vol. 3)
- Two by Two. A Story of Survival (1963), romanzo
- 338171 T.E. (Lawrence of Arabia) (1963), traduzione da Victoria Ocampo
- Ulterior Motives (1966), romanzo
- The White/Garnett Letters (1968), lettere con Terence Hanbury White
- Carrington: Letters & Extracts from Her Diaries (1970), a cura di
- First 'Hippy' Revolution (1970), memorie
- A Clean Slate (1971), romanzo
- The Sons of the Falcon (1972), romanzo
- Purl and Plain (1973), raccolta di racconti
- Plough Over the Bones (1973), romanzo
- The Master Cat (1974)
- Up She Rises (1977)
- Great Friends. Portraits of Seventeen Writers (1979), ritratti letterari
- David Garnett. C.B.E. A Writer's Library (1983), a cura di Michael Hosking
- The Secret History of PWE: the Political Warfare Executive, 1939-1945 (2002)